# Футбол в России

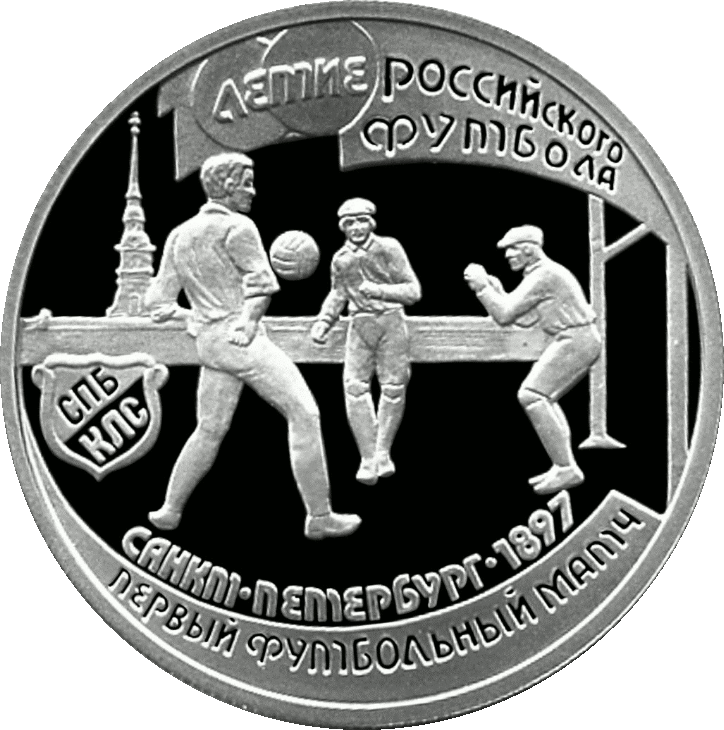
Монета ЦБ РФ

Футбол в России — один из самых массовых видов спорта.

## История

### Ранний период
Первые футбольные команды в Российской империи появились в конце 1870-х годов, но они состояли из живших в России иностранцев (английские, шотландские, немецкие). Вскоре стали появляться и русские команды.
24 октября 1897 года состоялся первый официальный матч в Российской империи. Матч прошёл в Санкт-Петербурге между командами «Спорт» и «Василеостровским обществом футболистов». Победу со счётом 6:0 отпраздновала вторая команда.
Звание «первого профессионального футбольного клуба» оспаривают несколько команд. Среди них ФК «Коломяги», основанный в 1904 году и «Знамя Труда» из Орехово-Зуево, который создан в 1909.
Одним из первых профессиональных футбольных клубов в России стала команда «Коломна» из города Коломна Московской области которая была образована в 1906 году на машиностроительном заводе братьев Струве (нынешний Коломзавод), была создана первая в городе футбольная команда — «КГО» («Коломенское гимнастическое общество»). В 1907 году КГО провёл свой первый международный матч с футболистами «Британского спортивного союза», итог той встречи — 3:1 в пользу Коломны. С 2013 года футбольный клуб «Коломна» выступает во второй лиге.

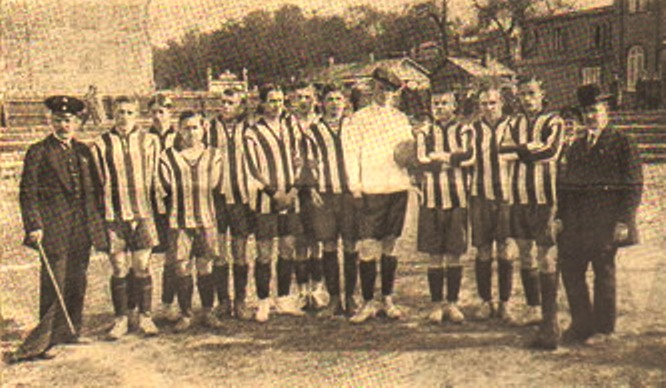
Команда футбольного клуба «Унитас» (Санкт-Петербург) перед матчем с командой «Замоскворецкого клуба спорта» в Москве на поле ЗКС на Большой Калужской улице, 6 мая 1913 года

Многие фабриканты стали вкладывать средства в развитие спорта, видя в этом способ отвлечь своих рабочих от повального пьянства. Благодаря им возникла футбольная «Орехово-Зуевская лига», которая стала самой многочисленной в России: в неё входило 29 команд из различных уездов Московской губернии. Из инженеров фабрик была создана футбольная команда в городе Орехово-Зуево. Дата образования футбольной команды «Морозовцы» 1910 год — впоследствии был завоёван кубок Фульда.
В 1912 году в Российской империи состоялся первый чемпионат по футболу.

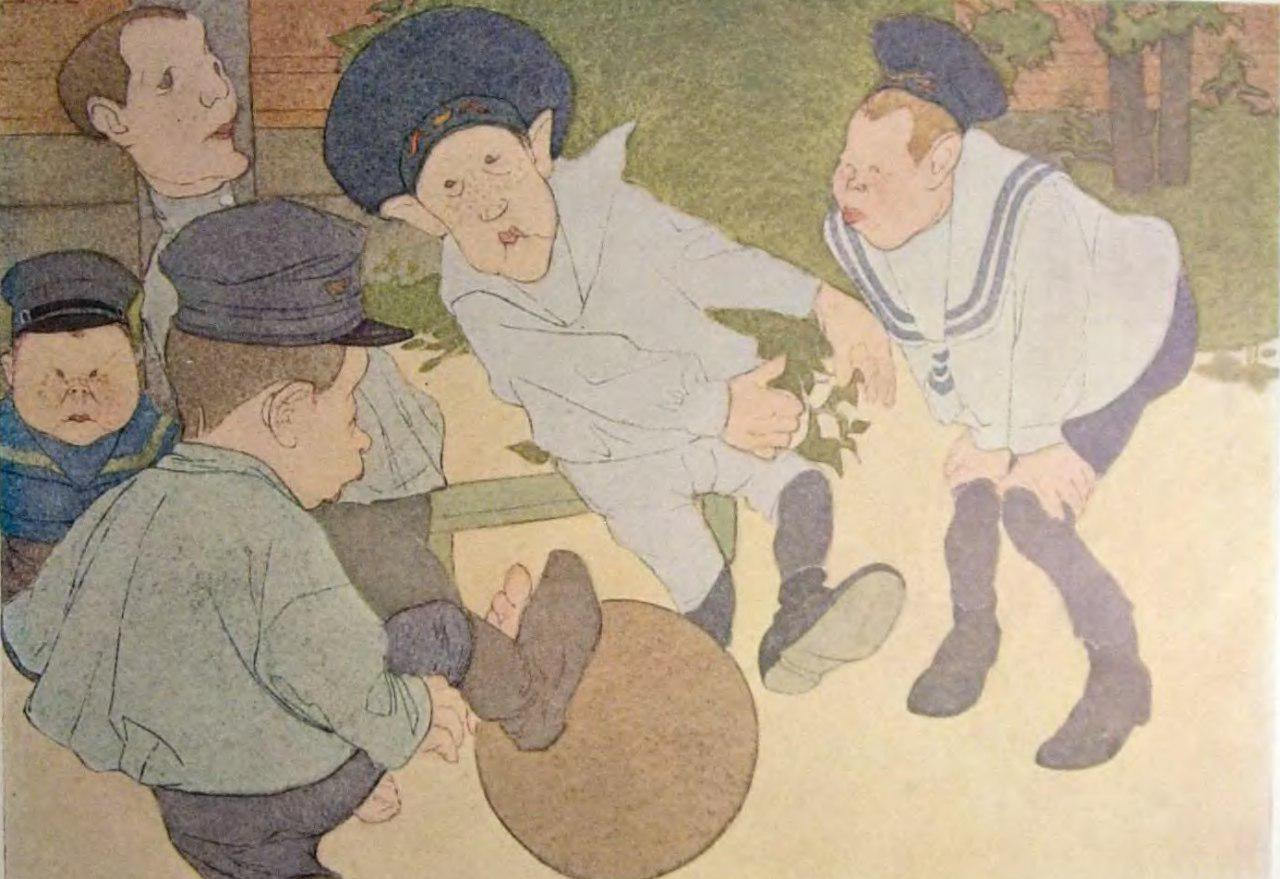
Карикатура П. Е. Щербова, 1914 год

На заре развития наиболее массовым был футбол «дикий». Любителям поиграть в футбол за недостатком футбольных полей приходилось довольствоваться пустырями и лужайками на окраинах городов. Ворота сооружались из чего попало — камней, кепок, пиджаков. Играли в чём придётся: в сапогах, в ботинках, а то и босиком. Множество таких «диких» команд было на Ходынке. В истории «диких» значительное место занимает Рогожская застава. На рабочей окраине возник Рогожский кружок спорта — РКС.
В 1912 году создан Всероссийский футбольный союз (Роберт Фульда был одним из инициаторов, в 1914—1915 годах был его председателем). В том же году сборная Российской Империи впервые попала на крупнейший тогда футбольный турнир: Олимпиаду в Швеции. Там заняла 4-место, проиграв 30 июня в своём самом первом матче в истории Финляндии 1:2 и сборной Германии 0:16.
Всего до образования СССР сборная сыграла восемь матчей, помимо игр с финнами и немцами были встречи с Норвегией 1:2 и 1:1 (голы на счёту Житарёва, Сысоева и Кроткова), Венгрией 0:12, Швецией 1:4 и 2:2 (3 — Житарёв).
Футбол обретал всё большую и большую популярность, к 1915 году в стране было уже более 150 команд.

### Футбол в СССР

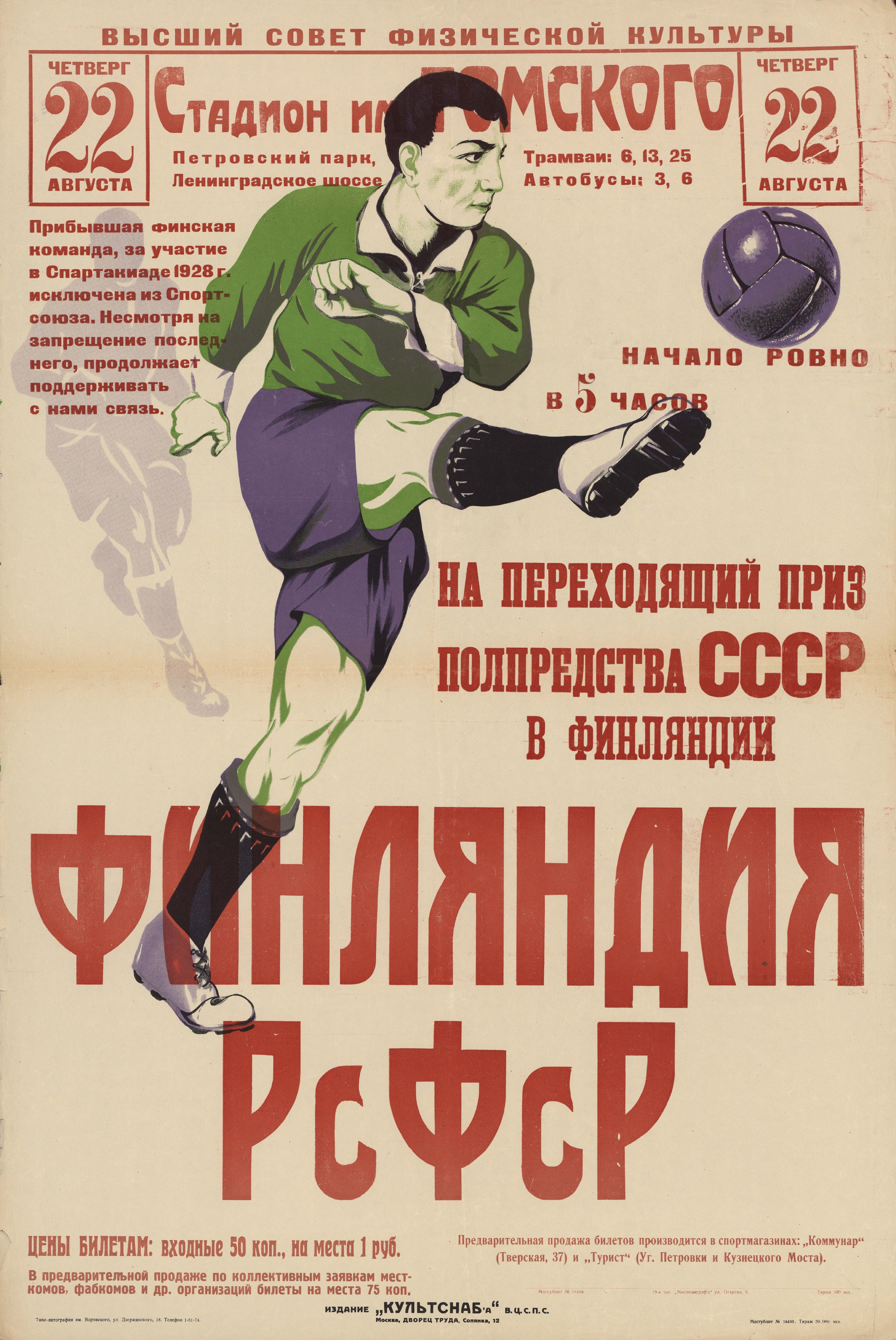
Афиша футбольного матча Финляндия — РСФСР, 1929 год

В 1922 году было образовано новое государство — Союз Советских Социалистических Республик. Только недавно закончилась Гражданская война, о футболе на время забыли, вплоть до 1924 года, когда сборная СССР сыграла свой первый официальный матч с турками, победив их 3:0.
На протяжении всех лет существования СССР футбол являлся очень популярным видом спорта, чемпионаты СССР по футболу являлись одним из главных спортивных ежегодных состязаний.
Под эгидой Федерации футбола СССР проводились различные турниры:
- Чемпионат СССР по футболу
- Кубок СССР по футболу
- Кубок Федерации футбола СССР
- Суперкубок СССР по футболу

## Соревнования

### Лиги

#### Высший дивизион
После распада СССР в 1991 году бывшие республики, входившие в состав СССР, начали проводить собственные независимые футбольные соревнования. Высшая лига чемпионата России была создана практически с нуля. В высшей лиге чемпионата СССР в 1991 году выступало всего лишь шесть российских команд: столичные ЦСКА, «Спартак», «Торпедо», «Динамо» и «Локомотив», а также владикавказский «Спартак», причём «Локомотив», занявший последнее 16-е место, должен был по итогам чемпионата покинуть высшую лигу. В итоге для участия в Высшей лиге было собрано 20 клубов, добавив к этим шести одиннадцать команд из первой союзной лиги: волгоградский «Ротор», «Уралмаш» из Екатеринбурга, «Локомотив» Нижний Новгород, «Ростсельмаш» Ростов-на-Дону, ярославский «Шинник», камышинский «Текстильщик», «Факел» Воронеж, «Динамо-Газовик» Тюмень, ставропольское «Динамо», краснодарская «Кубань» и санкт-петербургский «Зенит», а также 3 команды из второй: московский «Асмарал», самарские «Крылья Советов» и «Океан» из Находки. С 1998 года по 2001 соревнование носило название «Высший дивизион». Премьер-лига (РФПЛ) была организована в 2001 году на базе Высшего дивизиона. Различие заключается в том, что Высший дивизион управлялся Профессиональной футбольной лигой, и создание Премьер-Лиги позволило клубам получить бо́льшую степень независимости. Первым чемпионом Премьер-Лиги стал «Локомотив» (Москва), обыграв в 2002 году в Золотом Матче ПФК ЦСКА.
С 1998 года в турнире неизменно участвует 16 команд (в 1992 году — 20 (проводился в два этапа), в 1993 — 18, в 1994—1995 годах — 16, в 1996—1997 годах — 18). В 1993 году проводился и с 2012 года по окончании сезона вновь проводится в форме стыковых матчей (в 1993 году — в виде группового однокругового турнира) переходный турнир между командами Высшего (РФПЛ) и Первого (ФНЛ) дивизионов, где участвуют по две (в 1993 году — по три) команды из указанных дивизионов/лиг.

#### Молодёжная футбольная лига
Турнир был создан в 2008 году вместо турнира дублёров РФПЛ. Главным отличием от того соревнования является правило, по которому от каждой команды на поле должно находиться не менее семи воспитанников клуба. Легионеры, а также футболисты, родившиеся до 31 декабря 1987 года могут быть представлены лишь тремя полевыми игроками и одним вратарём. При этом не запрещено участие игроков основной команды клуба, даже дисквалифицированных в основном чемпионате.
Традиционно календарь игр молодёжного первенства был привязан к календарю премьер-лиги: матчи игрались за день до игр основных команд в чемпионате. Соответственно, схема проведения игр была такая же, как и в самой РПЛ: два круга по 15 игр. Участие клуба РПЛ в молодёжном первенстве является обязательным. До 2001 года, когда был образован турнир дублёров, дублирующие составы клубов имели возможность участвовать в зональных турнирах низшего профессионального уровня (Вторая и Третья лиги ПФЛ) без права перехода в вышестоящий дивизион. В переходном на систему (осень — весна) сезоне проводилось два турнира.
С сезона 2020/21 турнир дополнен другими командами (из ЮФЛ — Юношеской футбольной лиги — первенства среди юношей академий профессиональных футбольных клубов России, основанном в 2019 году), соответственно, изменился формат проведения, а в сезоне 2021/22 первенство именовалось «М-Лига».
На всём своём временном протяжении молодёжное первенство/турнир дублёров в систему профессиональных лиг не входит.

#### Первая лига
Первая лига России по футболу — второй по силе дивизион профессионального футбола России. Соревнования организуются Футбольной национальной лигой, а до 2011 года организовывались Профессиональной футбольной лигой. С 2011 года по 2021 года именовалось Первенство Футбольной национальной лиги, до этого назывался «Первая лига», «Первый дивизион». В сезоне 2021/22 в связи с упразднением ПФЛ и переводом соревнований нижестоящего дивизиона в ведение ФНЛ назывался первым дивизионом ФНЛ. С сезона 2022/23 первенству возвращено название «Первая лига».
Структура первого дивизиона неоднократно менялась. В 1992 году первая лига состояла из трёх зон («Запад», «Центр» — по 18 команд, «Восток» — 16), победители которых непосредственно попадали в высшую лигу. В 1993 году изменилось число команд в зонах («Запад» — 22, «Центр» — 20, «Восток» — 16) и правила розыгрыша (победители зон получали право участия в переходном турнире с командами, занявшими 14—16-е места в высшей лиге). В дальнейшем проводился единый турнир, изменялось лишь число команд (1994—1999, 2003—2008, 2020/21 — 22, 2000 — 20, 2001—2002, 2014/15 — 18, с 2009 — 20; из-за финансовых проблем у ряда команд, в 2012/13 и 2013/14 в лиге участвовало нечётное количество команд: 17 и 19, соответственно). С сезона-2021/22 в первенстве участвуют 20 команд.

#### Вторая лига
Вторая лига России по футболу — это третий по силе дивизион профессионального футбола России. До сезона-2021/22 соревнования организовывались силами Профессиональной футбольной лиги, а в 2011—2012 годах — Российским футбольным союза (ДПФ РФС). С 2022 года организуются Футбольной национальной лигой. Ранее носил название «Вторая лига», «Второй дивизион» («Второй дивизион ПФЛ»), «Первенство Профессиональной футбольной лиги» (Первенство ПФЛ). С сезона 2022/23 первенству было возвращено название «Вторая лига».
Турнир разделён по географическому принципу на четыре зоны (в 1998—2002 годах — шесть, ранее, в 1992—1997 годах — от трёх до семи, в сезонах 2003—2019/20 — пять), с сезона-2016/17 называемых группами: до сезона-2020/21 это были «Юг», «Запад», «Центр», «Урал-Поволжье» (с сезона-2016/17 — «Урал-Приволжье»; в 1998—2002 годах были две зоны: «Урал» и «Поволжье») и «Восток». С сезона-2020/21 команды зоны «Восток», которая была упразднена, были распределены по другим группам (исключая «Юг»), соответственно получившим порядковые номера от 1 до 4. Количество клубов в зонах меняется каждый год. В 2008 году в дивизионе было заявлено 83 команды.
Победитель каждой группы получает право на переход в Первую лигу (в некоторые прежние сезоны был предусмотрен выход от 1 до 2 команд, а также игрались стыковые матчи). Клубы, занявшие последние места в зонах, теряют профессиональный статус и переводятся в Третий дивизион (однако при соответствии требования лиги, команда может остаться во втором дивизионе). Соревнования, как правило, проводятся в два круга, однако в некоторых случаях случаях (например, при малочисленности участников) проводится турнир в три (четыре) круга или в два этапа. С 2003 по 2010 год по окончании сезона победители зон участвовали в турнире на Кубок ПФЛ, в ходе которого определялся абсолютный чемпион второго дивизиона.
Является последним профессиональным уровнем в системе российских дивизионов. При соответствии необходимым требованиям и по решению РФС и ФНЛ (ранее — ПФЛ) команда может заявиться в турнир без участия в любительских соревнованиях.

#### Третья лига ПФЛ
В 1994—1997 существовала Третья лига ПФЛ — четвёртый по силе дивизион профессионального футбола, являясь в те года последним нелюбительским уровнем. Соревнования проходили в шести зонах (в 1997 году — в пяти), но при этом охвата восточной географическо-территориальной зоны не было, и ротация команд данного региона осуществлялась между Второй лигой и Первенством КФК.

#### Третий дивизион
Первенство России среди любительских футбольных клубов (Третий дивизион; ранее также использовались названия Первенство России среди КФК (КФК — коллективы физической культуры) и Любительская футбольная лига) — ежегодное соревнование для непрофессиональных футбольных клубов, проходящее в России. Объединяет в себе десять межрегиональных зон, в которых проводятся соревнования в группах. В конце сезона проводится финальный турнир, место проведения с 2010 года — Сочи.
По состоянию на 2011 год за проведение соревнований отвечает Любительская футбольная лига (общероссийская общественная организация, создана 15 октября 2003 года), учредителями которой являются Российский футбольный союз и десять межрегиональных объединений федераций футбола России (МРО).
Они объединяют 79 региональных федераций футбола Российской Федерации. Президенты МРО федераций футбола являются членами Совета Любительской футбольной Лиги.

#### Четвёртый дивизион
Четвёртый дивизион — соревнование для непрофессиональных футбольных клубов на региональном уровне. Проводится как национальный отбор к Кубку регионов УЕФА.
Клубы третьего и четвёртого дивизиона имеют возможность заявиться в соревнования на Кубок России при соответствии ими предъявляемым требованиям.

### Кубковые соревнования

#### Кубок России
Кубок России по футболу — ежегодное соревнование для российских футбольных клубов, проводимое Российским Футбольным Союзом. В Кубке имеют право участвовать нелюбительские футбольные клубы, а также любительские футбольные клубы — победители региональных соревнований, прошедшие аттестацию в ПФЛ. Победитель Кубка перед началом следующего сезона играет с чемпионом России в Суперкубке, а также получает право выступить в Лиге Европы.

#### Кубок Премьер-лиги
Кубок российской Премьер-лиги — футбольное соревнование, организованное РФПЛ. Первый и пока единственный раз он был проведён в сезоне 2003 года.
В соревновании участвовали все 16 команд Премьер-лиги. Кубок проводился по системе с выбыванием, в каждом раунде команды играли по два матча. Победитель Кубка не получал права участия в Кубке УЕФА, а игры проходили в дни матчей сборной, поэтому большинство клубов выставляли на игры резервные составы. Соревнование не пользовалось популярностью, и в следующем сезоне РФПЛ отказалась от его проведения.
Победителем турнира стал петербургский «Зенит», победивший в финале новороссийский «Черноморец» со счётом 5:2 по сумме двух матчей.

#### Суперкубок России
Суперкубок России — соревнование по футболу, состоящие из одного матча, в котором играют обладатель кубка России и чемпион России предыдущего сезона. В случае если Кубок и чемпионат выиграла одна команда, то в Суперкубке играют первая и вторая команда чемпионата.
Разыгрывается с 2003 года, участвовали победители Чемпионата и Кубка 2002 года. В восьми из девяти матчей Суперкубок выигрывали чемпионы прошлого сезона, и лишь в 2009 году обладатель Кубка России московский ЦСКА выиграл Суперкубок, прервав победы чемпионов России на год.
Матчем за Суперкубок официально открывается очередной футбольный сезон в России (хотя в текущем календарном году российские команды уже могут провести не один матч в еврокубках или в новом розыгрыше Кубка страны), как правило, за неделю до первого тура чемпионата. Участие клубов Высшего дивизиона — обязательное; если обладателем Кубка России становится клуб иного дивизиона, этот клуб обязан до определённой даты подтвердить своё участие в матче Суперкубка. Если основное время матча заканчивается вничью, то назначается дополнительное — 2 тайма по 15 минут каждый. Если по исходу дополнительного времени победитель не выявлен, назначается серия пенальти.
Суперкубок — переходящий приз. Взамен переходящего приза навсегда вручается его копия. В случае завоевания каким-либо клубом переходящего приза 3 раза подряд или 5 раз в общей сложности, приз остаётся в этом клубе навечно. Это удавалась Московскому ЦСКА который выиграл семь Суперкубков. Последний кубок они взяли в матче с Локомотивом.

#### Кубок ПФЛ
Турнир проводился на центральной арене московских «Лужников» в ноябре среди команд-победительниц зональных турниров второго дивизиона с 2003 по 2010 год и определял абсолютного победителя первенства России среди клубов второго дивизиона. Проходил по круговой системе. Команды играли друг с другом по одному матчу. Победителем становилась та команда, которая по итогам пяти туров наберёт большее число очков. За победу начисляется 3 очка, а за ничью — одно.

#### Кубок ПФЛ «Переправа»
Кубок ПФЛ «Надежда» — соревнование, проводившееся в ноябре под эгидой РФС и ПФЛ с 2002 по 2009 годы, в котором участвовали сборные зон Второго дивизиона и сборная Первого дивизиона, формировавшиеся из игроков не старше 23 лет. В первых двух турнирах победителей и призёров выявляли в Краснодаре, с 2004 года — в Саранске.
В 2019 году турнир возрождён под названием «Переправа».

#### Кубок ФНЛ
Кубок ФНЛ — соревнование, изначально проводимое среди лучших команд Футбольной национальной лиги России, разыгрывался в 2012—2020 годах в межсезонье. Число участников: в 2012—2014 годах — 8, с 2015 года — 16. Команды делились на группы, по итогам группового этапа (как частный случай — вариант плей-офф, предусматривавший рассеивание команд по борьбе за определённые места после первого матча) проводились матчи за места (финал — за 1-е, за 3-е, 5-е и т. д.). В серии плей-офф в случае ничейного результата в основное время команды проводили серию послематчевых пенальти без дополнительного времени. С 2017 года в турнир стали допускаться команды из других лиг (РФПЛ, ПФЛ) и стран, ввиду отказа некоторых команд ФНЛ, вследствие чего прежний статус турнира фактически был утрачен.

#### Кубок МРО и Кубок России (финальный этап) среди любительских команд
Соревнование, проводящееся среди любительских команд в межрегиональных объединениях. Проводятся также финальные турниры Кубка. В 2017 году финальный этап Кубка России для любительских команд был объединён с финальным этапом первенства России среди любительских футбольных клубов.

## Структура Чемпионата
Первые три уровня чемпионата — профессиональные, 4-й уровень — полупрофессиональный, остальные — любительские
| Уровень | Уровень | Лига/Дивизионы                    | Лига/Дивизионы                    | Лига/Дивизионы                    | Лига/Дивизионы                    | Лига/Дивизионы                    | Лига/Дивизионы                    | Лига/Дивизионы                    | Лига/Дивизионы                    | Лига/Дивизионы                    | Лига/Дивизионы                    | Лига/Дивизионы                    | Лига/Дивизионы                    | Лига/Дивизионы                    | Лига/Дивизионы                    | Лига/Дивизионы                    | Лига/Дивизионы                    | Лига/Дивизионы                    | Лига/Дивизионы                    | Лига/Дивизионы                    | Лига/Дивизионы                    |
| ------- | ------- | --------------------------------- | --------------------------------- | --------------------------------- | --------------------------------- | --------------------------------- | --------------------------------- | --------------------------------- | --------------------------------- | --------------------------------- | --------------------------------- | --------------------------------- | --------------------------------- | --------------------------------- | --------------------------------- | --------------------------------- | --------------------------------- | --------------------------------- | --------------------------------- | --------------------------------- | --------------------------------- |
| 1       | 1       | Российская премьер-лига 16 клубов | Российская премьер-лига 16 клубов | Российская премьер-лига 16 клубов | Российская премьер-лига 16 клубов | Российская премьер-лига 16 клубов | Российская премьер-лига 16 клубов | Российская премьер-лига 16 клубов | Российская премьер-лига 16 клубов | Российская премьер-лига 16 клубов | Российская премьер-лига 16 клубов | Российская премьер-лига 16 клубов | Российская премьер-лига 16 клубов | Российская премьер-лига 16 клубов | Российская премьер-лига 16 клубов | Российская премьер-лига 16 клубов | Российская премьер-лига 16 клубов | Российская премьер-лига 16 клубов | Российская премьер-лига 16 клубов | Российская премьер-лига 16 клубов | Российская премьер-лига 16 клубов |
| 2       | 2       | Первая лига 18 клубов             | Первая лига 18 клубов             | Первая лига 18 клубов             | Первая лига 18 клубов             | Первая лига 18 клубов             | Первая лига 18 клубов             | Первая лига 18 клубов             | Первая лига 18 клубов             | Первая лига 18 клубов             | Первая лига 18 клубов             | Первая лига 18 клубов             | Первая лига 18 клубов             | Первая лига 18 клубов             | Первая лига 18 клубов             | Первая лига 18 клубов             | Первая лига 18 клубов             | Первая лига 18 клубов             | Первая лига 18 клубов             | Первая лига 18 клубов             | Первая лига 18 клубов             |
| 3       | 3       | Вторая лига 4 группы, 72 клуба    | Вторая лига 4 группы, 72 клуба    | Вторая лига 4 группы, 72 клуба    | Вторая лига 4 группы, 72 клуба    | Вторая лига 4 группы, 72 клуба    | Вторая лига 4 группы, 72 клуба    | Вторая лига 4 группы, 72 клуба    | Вторая лига 4 группы, 72 клуба    | Вторая лига 4 группы, 72 клуба    | Вторая лига 4 группы, 72 клуба    | Вторая лига 4 группы, 72 клуба    | Вторая лига 4 группы, 72 клуба    | Вторая лига 4 группы, 72 клуба    | Вторая лига 4 группы, 72 клуба    | Вторая лига 4 группы, 72 клуба    | Вторая лига 4 группы, 72 клуба    | Вторая лига 4 группы, 72 клуба    | Вторая лига 4 группы, 72 клуба    | Вторая лига 4 группы, 72 клуба    | Вторая лига 4 группы, 72 клуба    |
| 4       | 4       | III дивизион                      | III дивизион                      | III дивизион                      | III дивизион                      | III дивизион                      | III дивизион                      | III дивизион                      | III дивизион                      | III дивизион                      | III дивизион                      | III дивизион                      | III дивизион                      | III дивизион                      | III дивизион                      | III дивизион                      | III дивизион                      | III дивизион                      | III дивизион                      | III дивизион                      | III дивизион                      |
| 4       | 4       | Северо-Запад                      | Северо-Запад                      | Золотое кольцо                    | Золотое кольцо                    | Москва (группа А)                 | Москва (группа А)                 | Московская область (группа А)     | Московская область (группа А)     | Юг                                | Юг                                | СФФ «Центр»                       | СФФ «Центр»                       | Урал и Западная Сибирь            | Урал и Западная Сибирь            | Приволжье                         | Приволжье                         | Дальний Восток                    | Дальний Восток                    | Сибирь                            | Сибирь                            |
| 5       | 5       |                                   |                                   |                                   |                                   | Москва (группа Б)                 | Москва (группа Б)                 | Московская область (группа Б)     | Московская область (группа Б)     |                                   |                                   |                                   |                                   |                                   |                                   |                                   |                                   |                                   |                                   |                                   |                                   |
| 6—8     | 6—8     | IV дивизион                       | IV дивизион                       | IV дивизион                       | IV дивизион                       | IV дивизион                       | IV дивизион                       | IV дивизион                       | IV дивизион                       | IV дивизион                       | IV дивизион                       | IV дивизион                       | IV дивизион                       | IV дивизион                       | IV дивизион                       | IV дивизион                       | IV дивизион                       | IV дивизион                       | IV дивизион                       | IV дивизион                       | IV дивизион                       |
| 6—8     | 6—8     | ОФФ «Северо-Запад»                | ОФФ «Северо-Запад»                | МФФ Золотое кольцо                | МФФ Золотое кольцо                |                                   |                                   |                                   |                                   | СФФ ЮФО                           | СФФ ЮФО                           | СФФ «Центр»                       | СФФ «Центр»                       | СФФ Урала и Западной Сибири       | СФФ Урала и Западной Сибири       | МФС «Приволжье»                   | МФС «Приволжье»                   | ДФС                               | ДФС                               | СФФ Сибирь                        | СФФ Сибирь                        |

## В произведениях искусства
- х/ф Гарпастум (2005)
- х/ф Дикая лига (2019)
- х/ф «Нефутбол» (2021)
- Л. Горянов «Повесть о вратарях» (о вратаре первой олимпийской сборной России 1912 года Льве Фаворском)